# Stepan Mel'nikov
Stepan Kirillovič Mel'nikov (in russo Степан Кириллович Мельников?; Mosca, 25 aprile 2002) è un calciatore russo, centrocampista del Rostov.

## Carriera

### Club
Cresciuto nel settore giovanile dello Spartak Mosca, ha esordito in prima squadra il 29 novembre 2021, disputando l'incontro di Prem'er-Liga pareggiato per 1-1 contro l'Ufa; dopo una sola presenza in campionato, nel gennaio 2022 viene acquistato dal Rostov, rimanendo sempre a giocare in massima serie.

### Nazionale
Ha rappresentato le nazionali giovanili russe, dall'Under-15 all'Under-17.

## Statistiche

### Presenze e reti nei club
Statistiche aggiornate al 2 giugno 2022.
| Stagione               | Squadra                | Campionato             | Campionato | Campionato | Coppe nazionali | Coppe nazionali | Coppe nazionali | Coppe continentali | Coppe continentali | Coppe continentali | Altre coppe | Altre coppe | Altre coppe | Totale | Totale |
| Stagione               | Squadra                | Comp                   | Pres       | Reti       | Comp            | Pres            | Reti            | Comp               | Pres               | Reti               | Comp        | Pres        | Reti        | Pres   | Reti   |
| ---------------------- | ---------------------- | ---------------------- | ---------- | ---------- | --------------- | --------------- | --------------- | ------------------ | ------------------ | ------------------ | ----------- | ----------- | ----------- | ------ | ------ |
| mar.-mag. 2021         | Spartak-2 Mosca        | 1D                     | 14         | 3          |                 | -               | -               |                    | -                  | -                  |             | -           | -           | 14     | 3      |
| lug.-nov. 2021         | Spartak-2 Mosca        | 1D                     | 21         | 3          |                 | -               | -               |                    | -                  | -                  |             | -           | -           | 21     | 3      |
| Totale Spartak-2 Mosca | Totale Spartak-2 Mosca | Totale Spartak-2 Mosca | 35         | 6          |                 | -               | -               |                    | -                  | -                  |             | -           | -           | 35     | 6      |
| 2021-gen. 2022         | Spartak Mosca          | PL                     | 1          | 0          | CR              | -               | -               | UEL                | 0                  | 0                  |             | -           | -           | 1      | 0      |
| gen.-giu. 2022         | Rostov                 | PL                     | 6          | 0          | CR              | -               | -               |                    | -                  | -                  |             | -           | -           | 6      | 0      |
| Totale carriera        | Totale carriera        | Totale carriera        | 42         | 6          |                 | -               | -               |                    | 0                  | 0                  |             | -           | -           | 42     | 6      |